# Rebelião Moro
Rebelião Moro (1899-1913) foi um conflito armado entre os grupos indígenas Moro de religião muçulmana e o exército dos Estados Unidos que ocorreu em Mindanau, Sulu e Palawan (Minsupala) nas Filipinas, porém está dissociado à Guerra Hispano-Americana.